# Dermasterias imbricata
Genre
Espèce
Dermasterias imbricata est une espèce d'étoile de mer de la famille des Asteropseidae.

## Description
C'est une grosse étoile régulière et souple, pouvant mesurer jusqu'à 30 cm d'envergure. Son disque central mou est rebondi et assez large, et ses bras courts et pointus. Elle est généralement bleu-gris, avec des papilles respiratoires rouge vif formant de grosses touffes parfois contiguës.

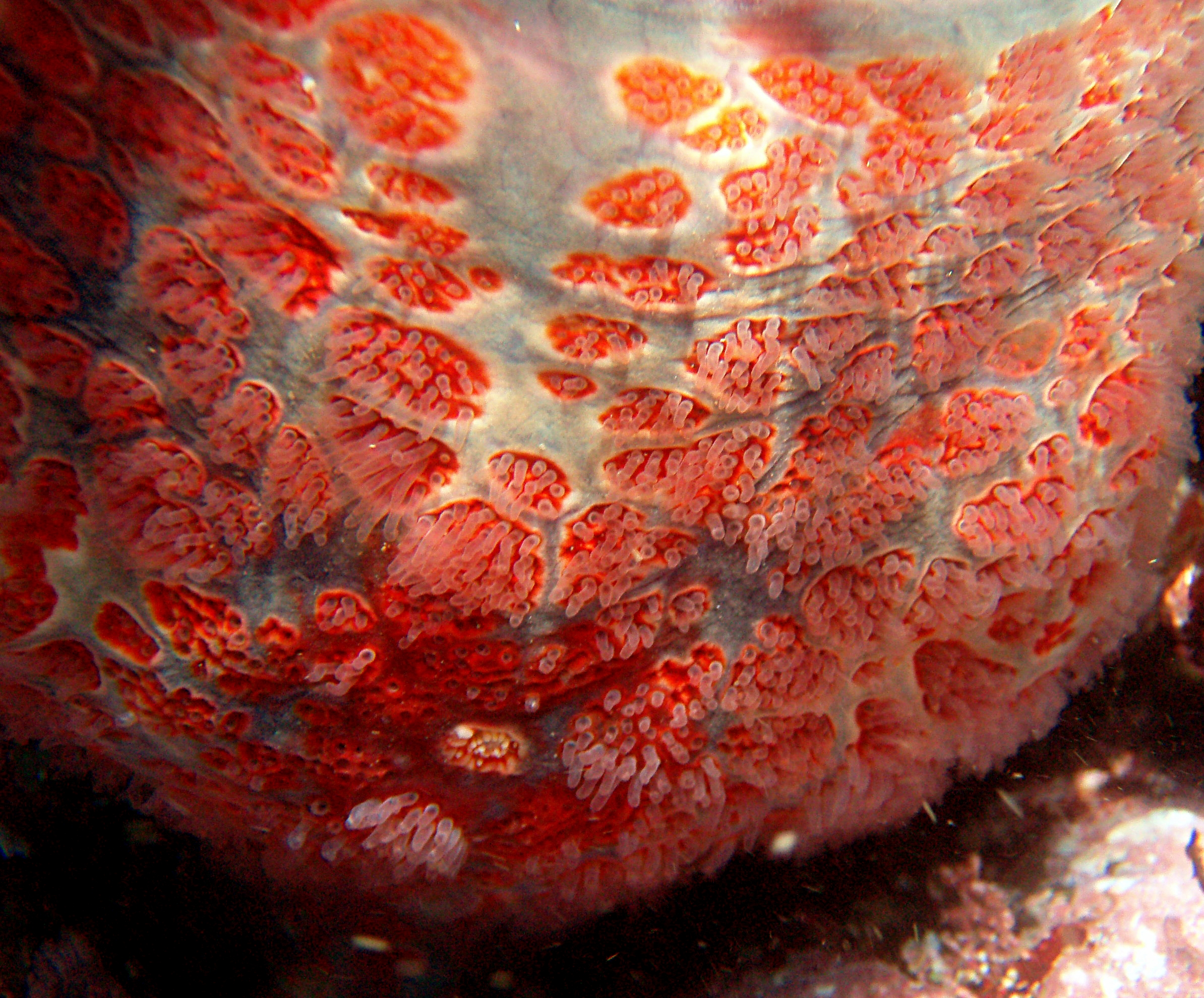
Gros plan sur les papilles respiratoires.

## Habitat et répartition
Cette étoile est commune sur les côtes ouest-américaines (Californie, Oregon, Canada), de la surface à 90 m de profondeur.